# Technická univerzita Báňská akademie ve Freibergu
Technická univerzita Báňská akademie ve Freibergu (německy Technische Universität Bergakademie Freiberg; zkráceně TUBAF) je státní technickou univerzitou založenou ve Freibergu v roce 1765. Jedná se o nejstarší dosud fungující instituci vyučující hornickou vědu na světě a rovněž o druhou nejstarší technickou školu vůbec. Na svých šesti fakultách nabízela v roce 2019 tato vysoká škola 69 studijních programů. Výuka a výzkum školy se zaměřuje na suroviny, energii a materiály, které jsou nezbytné pro moderní technologie.

## Historie

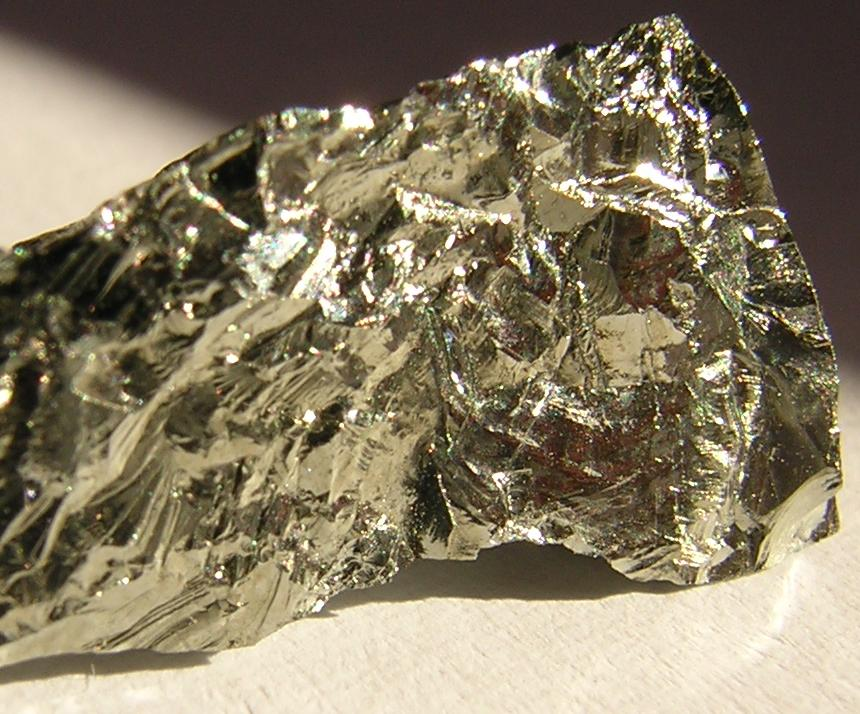
Germanium

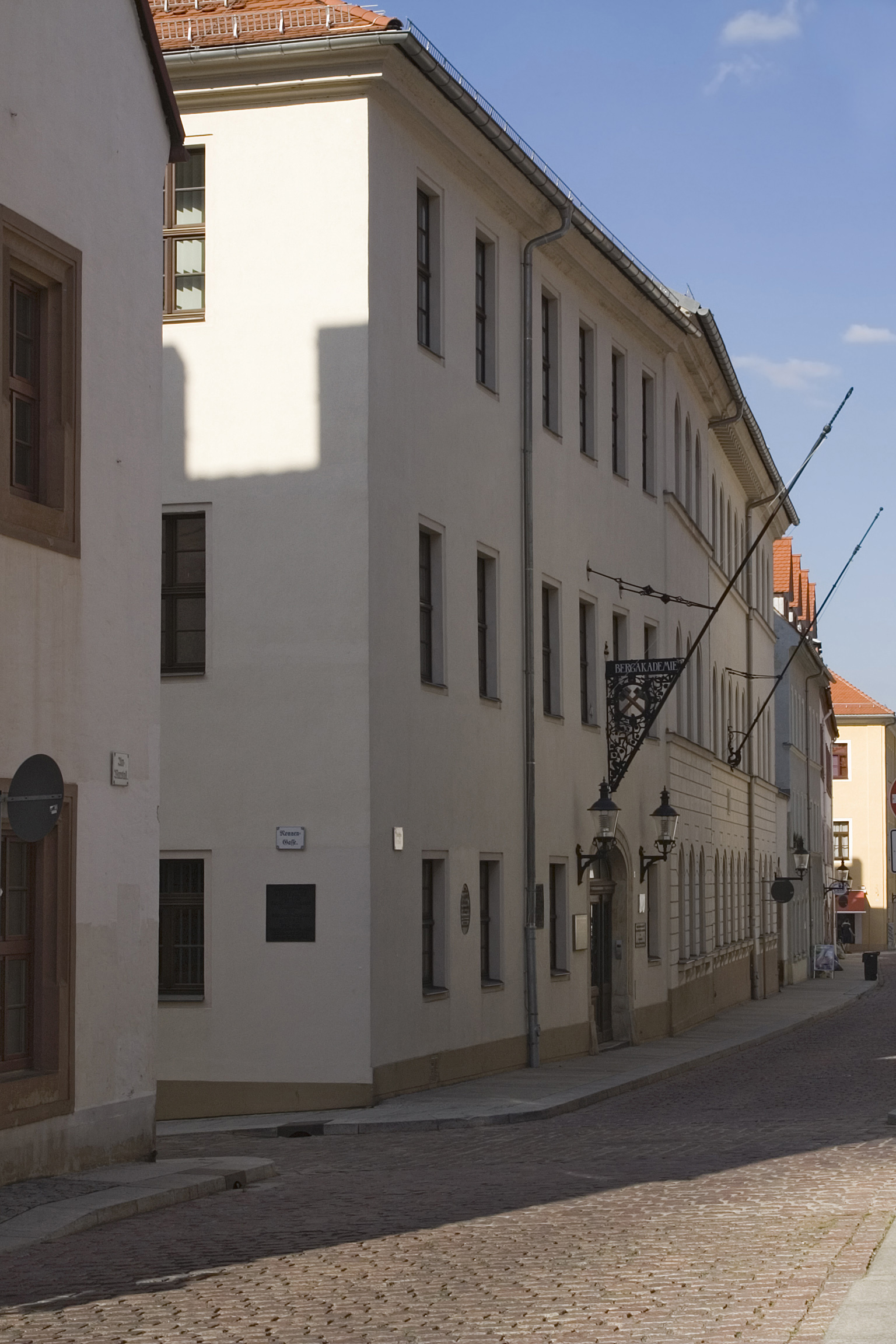
Hlavní budova v Akademiestraße 6

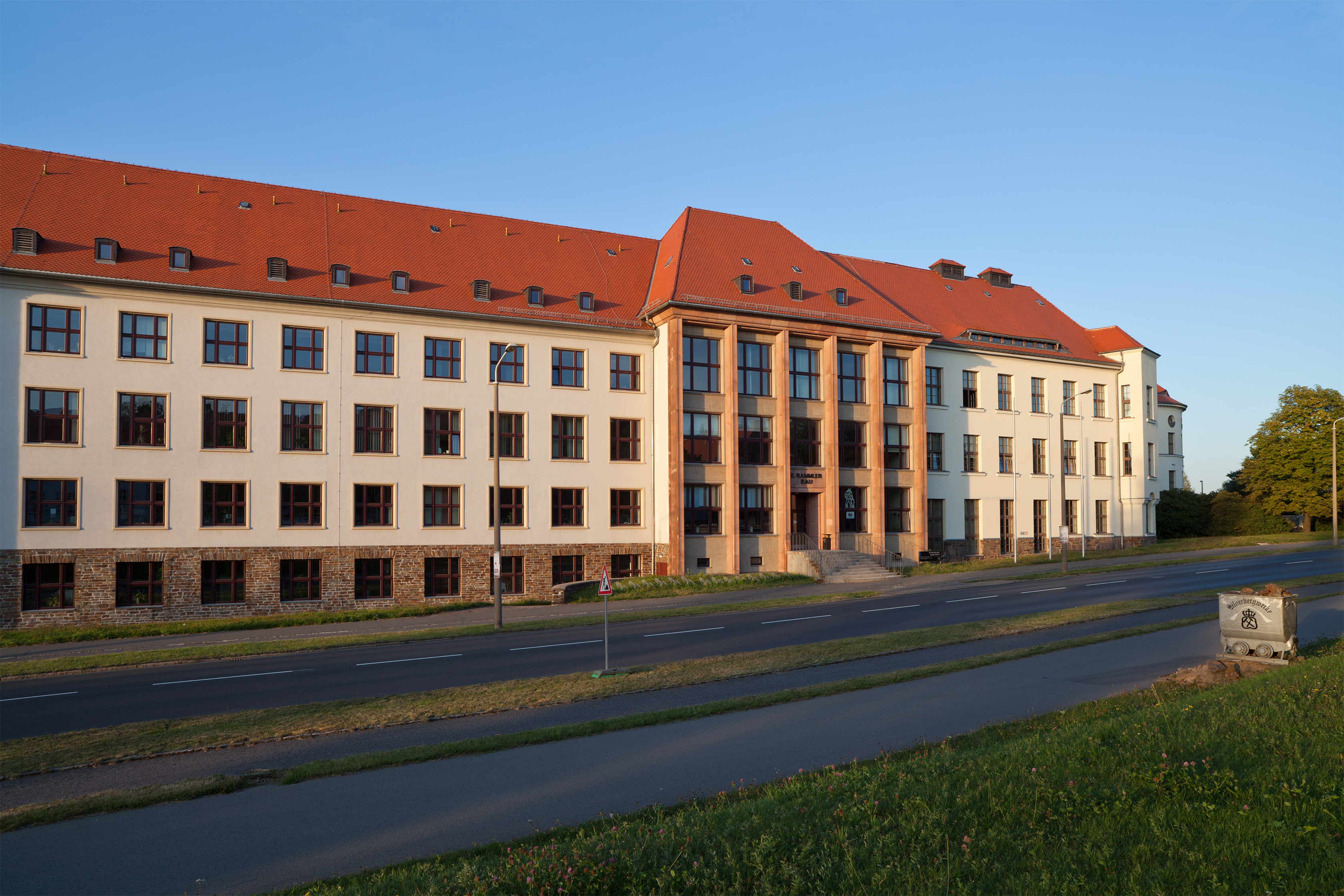
Budova Ericha Rammlera v Leipziger Straße 28

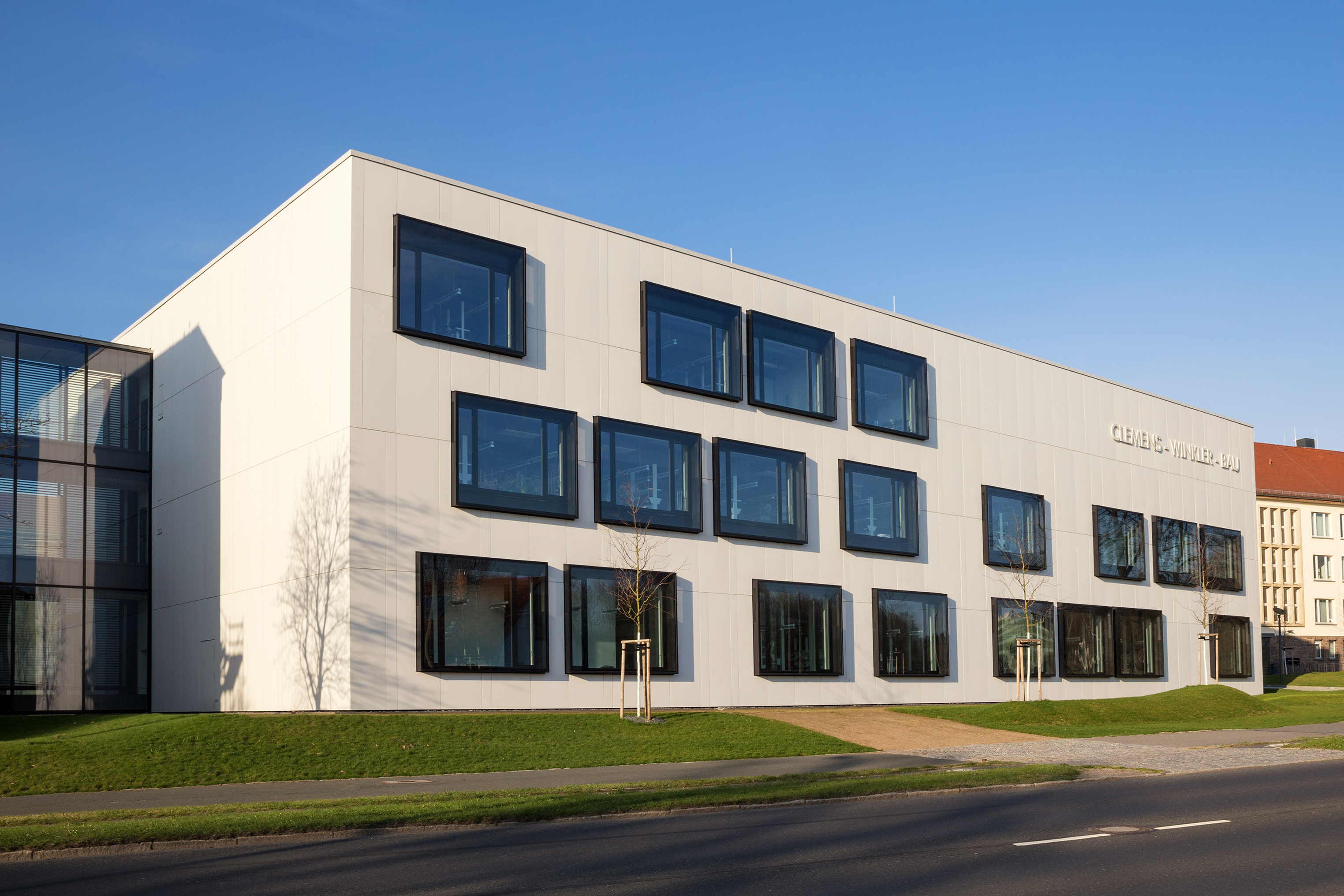
Chemický instutut v nové části Budovy Clemense Winklera

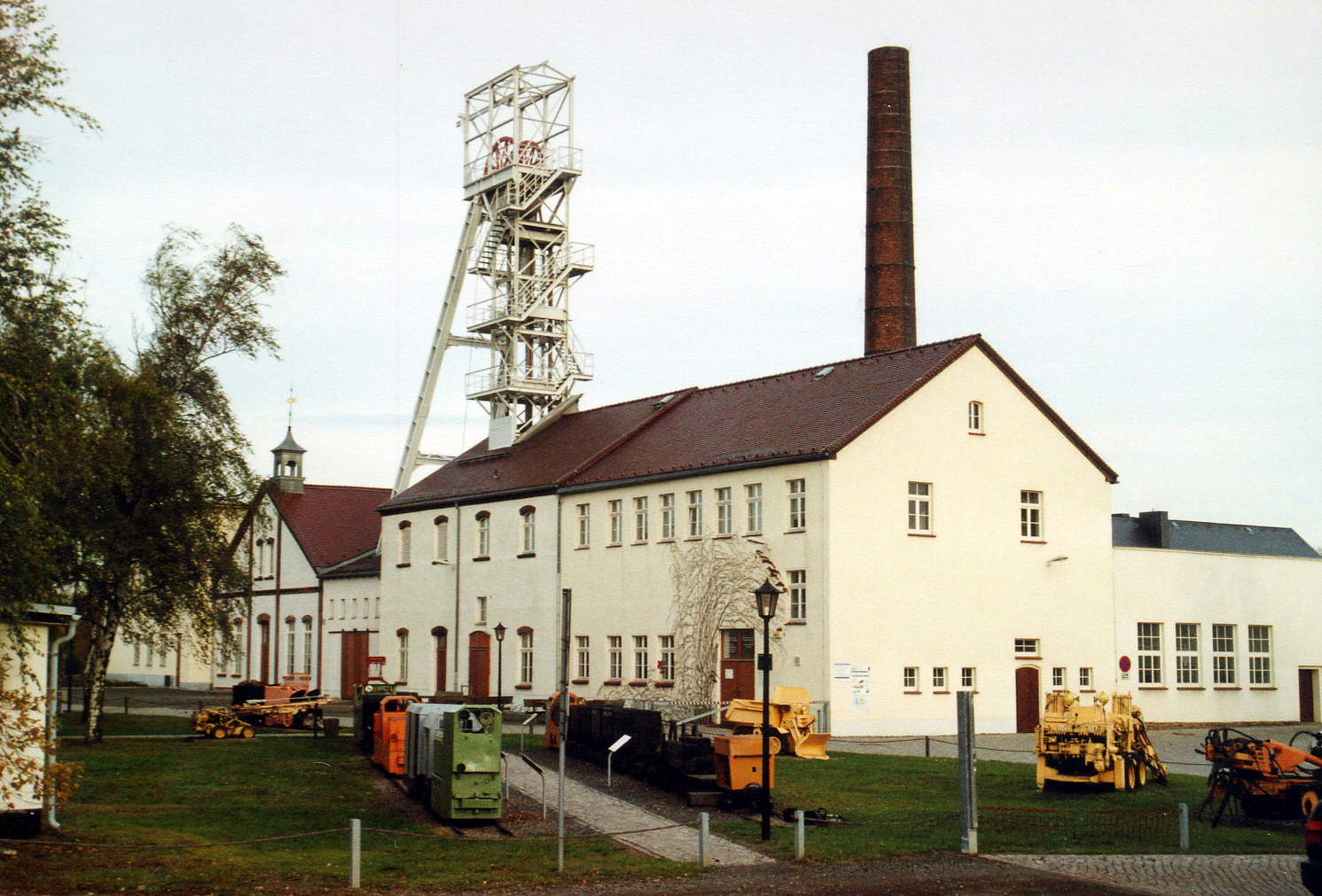
Výukový a výzkumný důl „Reiche Zeche“

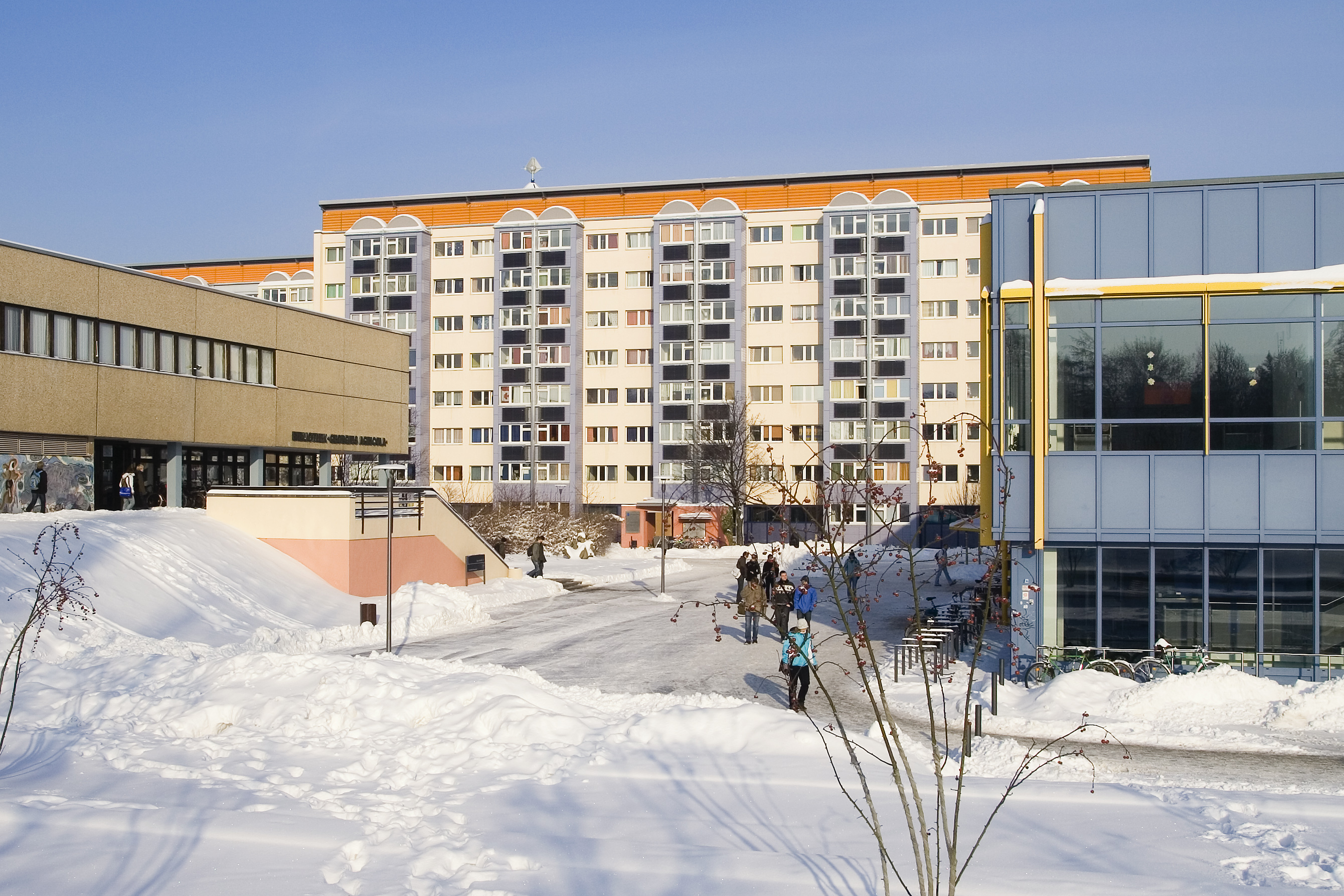
Kampus Technické univerzity Báňské akademie s knihovnou, kolejemi a menzou

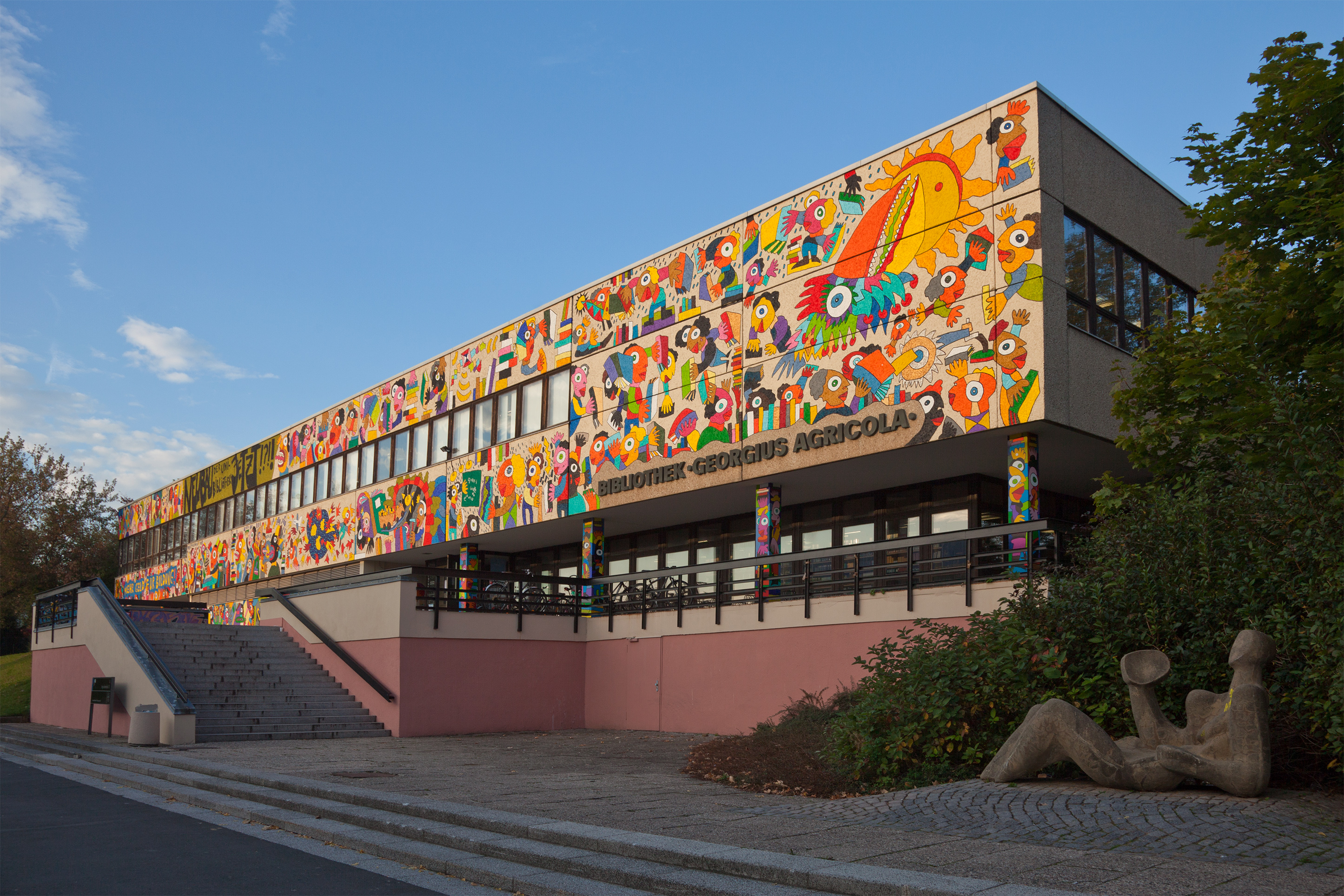
Univerzitní knihovna

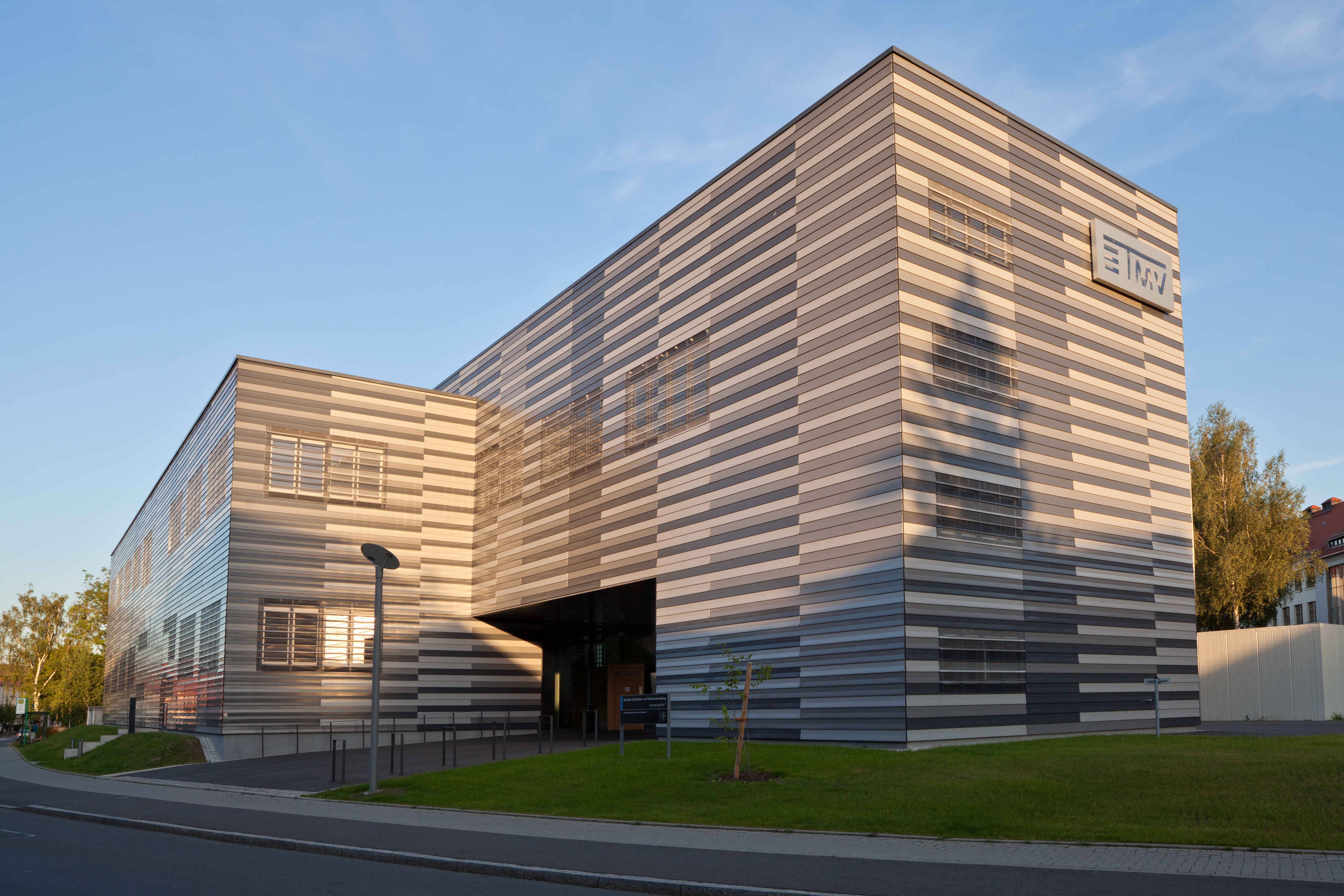
Technické centrum pro vývoj strojů a procesů

Báňskou akademii ve Freibergu založil v roce 1765, v době osvícenství, saský princ Xaver na základě plánů Friedricha Wilhelma von Oppela (1720–1769) a Friedricha Antona von Heynitze pod názvem Kurfiřtská saská báňská akademie ve Freibergu (od roku 1806 Královská saská báňská akademie ve Freibergu) jako školící středisko pro hornické specialisty. Založení této instituce bylo nezbytné, protože po sedmileté válce muselo Sasko podpořit těžbu, aby bylo možné obnovit saskou ekonomiku.
Báňská akademie je nejstarší dosud fungující vzdělávací institucí hornické vědy na světě, neboť čtyři akademie založené před ní v Potosí (Bolívie, 1557–1786), Kongsbergu (Norsko, 1757–1814), Bánské Štiavnici (1762–1919) a Praze (1762–1772) již dávno neexistují. Po École des Ponts et Chaussées založené v roce 1747 je rovněž druhou nejstarší technickou vzdělávací institucí na světě.
Vědci z Freibergu objevili dva chemické prvky: indium (1863 Ferdinand Reich a Theodor Richter) a germanium (1886 Clemens Winkler).
Než nebyla založena Technická univerzita v Drážďanech, byla Báňská akademie ve Freibergu největší technickou vzdělávací institucí v Saském království. Akademie byla v roce 1899 postavena naroveň technickým vysokým školám a roku 1905 získala právo udělovat titul Dr.-Ing. a v roce 1939 pak titul Dr. rer. nat. V roce 1940 byly založeny dvě fakulty: 1) pro přírodní vědy a doplňkové předměty; 2) pro hornictví a metalurgii. Roku 1949 byla zřízena Dělnicko-rolnická fakulta Wilhelma Piecka. V roce 1956 vznikla Fakulta ekonomického inženýrství. V oblasti procesního inženýrství (konkrétně zplynování hnědého uhlí) byli v roce 1951 oceněni Národní cenou NDR 1. třídy Erich Rammler a Georg Bilkenroth za své studie o vysokoteplotním hnědouhelném koksu.

### Po roce 1990
V průběhu znovusjednocení Německa byla strukturální a právní infrastruktura akademie z velké části přebudována a název byl rozšířen na Technickou univerzitu Báňskou akademii ve Freibergu. Univerzita rovněž rozvinula své kompetence v oblasti výzkumu polovodičů, což vedlo k tomu, že se ve Freibergu usadily společnosti Siltronic AG, Deutsche Solar – dceřiná společnost SolarWorld AG, které se zaměřují na polovodičový průmysl. Kromě klasických geověd a materiálových věd získala škola reputaci v oblasti environmentálních věd jako tzv. „univerzita uzavřených materiálových cyklů“, respektive jako moderní ekologická univerzita.
Od roku 2003 uděluje Technická univerzita Báňská akademie cenu Hanse Carla von Carlowitze, dotovanou sdružením PraxisPartner, jež je součástí Interdisciplinárního ekologického centra (IÖZ), za vynikající výsledky v oblasti environmentálního výzkumu na Báňské akademii ve Freibergu. Tato cena má ocenit práci studentů a mladých vědců, ale také připomenout dílo Hanse Carla von Carlowitze.
Univerzita je nyní v mezinárodním měřítku spojována zejména s geovědami. Od znovusjednocení Německa získala tato vysoká škola v mezinárodním srovnání pozici tzv. „univerzity vynálezů“ (Ressourcenuniversität) s důrazem na čtyři hlavní témata, jimiž jsou Země, materiály, energie a životní prostředí.
Na TU Báňské akademii ve Freibergu lze studovat tyto mezinárodní magisterské programy nabízené výhradně v angličtině:
- Advanced Materials Analysis
- Advanced Mineral Resource Development (AMRD)
- Computational Materials Science (CMS)
- Geoscience
- Groundwater Management
- International Management of Resources & Environment (IMRE)
- International Business of Developing and Emerging Markets (IBDEM)
- Mechanical and Process Engineering (MPE)
- Metallic Materials Technology (MMT)
- Sustainable Mining and Remediation Management (MoRe)
- Sustainable and Innovative Natural Resource Management (SINReM)
- Technology and Application of Inorganic Engineering Materials (TAIEM)

Speciálními studijními obory jsou „průmyslová archeologie“ a „důlní měřičství“, v Německu jsou nabízeny výhradně ve Freibergu.
Od října 2008 vystavuje škola na zámku Freudenstein největší soukromou sbírku minerálů na světě. Stálá expozice terra mineralia je trvale zapůjčena sběratelkou Erikou Pohl-Ströher, jejíž předkové pocházejí z české strany Krušných hor a která dnes žije ve Švýcarsku.
Celkem asi 30 technických sbírek univerzity zahrnuje více než milión vědeckých vzorků, 15 000 vědeckých přístrojů a modelů a přibližně 1000 uměleckých a kulturně-historických předmětů.

## Organizace
Ústředními orgány Technické univerzity Báňské akademie ve Freibergu jsou: rektorát, senát, rozšířený senát a vysokoškolská rada. Kromě rektora a kancléře se na vedení podílejí tři prorektoři, kteří pracují na poloviční úvazek. Činnost rektorátu je podpořena komisemi pro výzkum, vzdělávání, diverzitu, rovné příležitosti a inkluzi, podporu absolventů, rozpočet, jakož i konziliem děkanů.

### Fakulty
- Fakulta matematiky a informatiky
- Fakulta chemie a fyziky
- Fakulta geověd, geotechniky a hornictví
- Fakulta strojírenství, procesního inženýrství a energetiky
- Fakulta materiálových věd a materiálové technologie
- Ekonomická fakulta

V zimním semestru 2017/2018 bylo na freiberské univerzitě zapsáno 4294 studentů, z toho 77 % na oborech takzvané skupiny MINT (matematika, informatika, přírodní vědy, technika), 23, 5 % ze zahraničí a 31, 3 % studentek. V tomto akademickém roce bylo nabízeno celkem 65 studijních programů, z toho 15 diplomových (Dipl.-Ing.), 17 bakalářských s navazujícím magisterským studiem a 11 v anglickém jazyce. Báňská akademie se vyznačuje orientací na praktické uplatnění studentů a na četná partnerství se subjekty ze soukromého sektoru. To se odráží v relativně vysoké míře v účasti třetích stran na financování školy (2017: 56, 1 milionů €, což bylo v průměru 630 000 € na jednu profesuru). V roce 2017 bylo rovněž zaregistrováno 31 zpráv o vynálezu a 28 patentových přihlášek.
TU byla spoluiniciátorem vzniku Mezinárodního vysokoškolského institutu Žitava (IHI), založeného v roce 1993, a podílela se také na vytvoření start-upové sítě SAXEED.

## Nadace
Od Nadace Dr. Ericha Krügera obdržela TU Báňská akademie ve Freibergu v prosinci 2006 největší dotaci na státní univerzitu v Německu s třímístnou milionovou částkou. Univerzita využívá finanční prostředky plynoucí z nemovitostí, které na ni převedl mnichovský podnikatel a freiberský rodák Peter Krüger, na výzkumné vybavení a na podporu doktorandů. Před svou smrtí 13. července 2007 byl Peter Krüger jmenován čestným senátorem Báňské akademie.
Na počátku roku 2007 byl fotovoltaickou společností SolarWorld AG založen nadační fond určený pro potřeby univerzity. Nadace financovaná šestimístnou částkou podporuje Fakultu chemie a fyziky.

## Pracoviště
TU Báňská akademie je v podstatě kampusovou univerzitou. Většina budov se totiž nachází v kampusu na severu Freibergu. Na území města jsou i další budovy, zejména hlavní budova v Akademiestraße, mediální centrum v Prüferstraße, Wernerova budova v Brennhausgasse (Ústav pro mineralogii, mineralogické sbírky a sbírky ložiskové geologie), dále budova v Lessingstraße 45 (Ekonomické vědy, Jazykové centrum), jakož i několik budov na místě výukového a výzkumného dolu „Reiche Zeche“. Zde a v dole „Alte Elisabeth“ je prezentována těžební historie Freibergu a probíhá tu vědecké vzdělávání a výzkum. Ústav pro geofyziku TU Báňské akademie provozuje také Seismologickou observatoř Berggießhübel. Udo Hebisch, ředitel Ústavu pro diskrétní matematiku a algebru pečuje o virtuální muzeum k tématu „Matematika a umění“. Spolu s Helmholtzovým centrem v Drážďanech-Rossendorfu založila univerzita v roce 2011 společný Helmholtzův institut pro technologii zdrojů s cílem vyvinout technologie pro dodávky a využití surovin a pro ekologickou recyklaci.

## Přidružené instituty
- IBEXU Institut für Sicherheitstechnik GmbH Freiberg
- Forschungsinstitut für Leder und Kunststoffbahnen (FILK) gGmbH Freiberg
- Stahlzentrum Freiberg e. V.
- Institut für Korrosionsschutz Dresden GmbH
- UVR – FIA GmbH Verfahrensentwicklung-Umweltschutztechnik-Recycling Freiberg
- DBI – Gastechnologisches Institut GmbH Freiberg
- HAVER ENGINEERING GmbH – Inženýrská kancelář pro zpracování minerálů v Míšni
- DBI Virtuhcon GmbH, Freiberg

## Mezinárodní spolupráce
TU Báňská akademie v současné době udržuje:
- 184 aktivních partnerství,[9] včetně
- 76 dohod v rámci programu ERASMUS[9]
- 18 mezioborových spoluprací s jinými vysokými školami[9]
- 755 kontaktů na jiné univerzity[9]
- smlouvy o dvojích diplomech s partnerskými univerzitami v Číně, Francii, Ghaně, Itálii, Polsku, Rusku, Thajsku, České republice, Maďarsku a Ukrajině

Mezinárodní univerzitní centrum Alexandera von Humboldta (IUZ) při TU Báňské akademii ve Freibergu, založené v roce 2000, je odpovědné za udržování globálních kontaktů s univerzitami a vysokými školami z následujících sítí:
1. Colorado School of Mines (USA)
2. Báňská a metalurgická akademie Stanisława Staszice v Krakově (Polsko)
3. Montanistická univerzita v Leobenu (Rakousko)
4. Hornická univerzita v Moskvě (Rusko)
5. Státní hornický institut v Petrohradě (Rusko)
6. South Dakota School of Mines and Technology, Rapid City, South Dakota (USA)
7. Vysoká škola báňská – Technická univerzita Ostrava (Česko)
8. Hornická a geologická univerzita sv. Ivana Rilského v Sofii (Bulharsko)
9. China University of Geosciences Wuhan
10. Národní metalurgická akademie Ukrajiny (NMetAU)
11. Universidad de Concepción (Chile)
12. Norská technická univerzita (NTH), popř. Norská univerzita technologie a vědy (NTNU) (Trondheim)